# عمارت صدری
عمارت صدری یا دیوانخانهٔ صدر یک ساختمان تاریخی مربوط به دوره قاجار بود. این ساختمان در کنار دارالحکومهٔ فعلی اصفهان و در جنوب چهل‌ستون قرار داشته‌است و درهای آن به سوی چهل‌ستون گشوده می‌شده‌است. این عمارت به دستور محمدحسین‌خان صدر اصفهانی ساخته شده بود و توسط مسعود میرزا ظل‌السلطان تخریب شد.
این عمارت که در باغ نارنجستان قرار داشت در محل «باغ خلوت» دورهٔ صفوی ساخته شده بود که از شمال به باغ چهل‌ستون پیوسته بود.